# L'Assomption (Quebec)
L'Assomption é uma cidade localizada na província de Quebec no Canadá.